# Акперов, Акиф Аббас оглы
Акиф Аббас оглы Акперов (азерб. Akif Abbas oğlu Əkbərov) — азербайджанский советский милиционер, старший сержант, Национальный герой Азербайджана (1992, посмертно).

## Биография
Родился 2 февраля 1952 года в селе Балянд Джебраильского района Азербайджанской ССР. В 1970 году окончил среднюю школу города Бейлаган. В 1970 году поступил на военную службу. В 1974 году начал работать в Бейлаганском отделе милиции МВД.

### Первая карабахская война
После начала Карабахской войны, группа полицейских Бейлаганского района, включая Акифа Акперова, была отправлена 5 августа 1991 года в селение Сарыер Кельбаджарского района. В одном из боёв, длившемся 6 часов, Акиф Акперов погиб.
На момент гибели был женат. Осталось двое детей.

## Память
Указом президента Азербайджанской Республики № 264 от 8 октября 1992 года Акперову Акифу Аббас оглы было присвоено звание Национального Героя Азербайджана (посмертно).
Похоронен Акиф Акперов в городе Бейлаган, где также установлен его бюст.
Одна из улиц в Бейлаганском районе носит его имя.